# Geografia Tanzanii

Mapa Tanzanii

Tanzania jest średniej wielkości krajem położonym w Afryce Wschodniej nad Oceanem Indyjskim. Jest znana ze swego parku narodowego Serengeti, który jest najbardziej różnorodnym biologicznie obszarem Afryki. Tanzania jest także miejscem, z którego pochodzą najstarsze ślady istot człekokształtnych.

## Powierzchnia, położenie i granice
Powierzchnia – 945 087 km²
Położenie – środkowa część Afryki Wschodniej nad Oceanem Indyjskim, na południe od równika.
Skrajne punkty – północny 1°00′S, południowy 11°47′S, zachodni 29°39′E, wschodni 40°26′E.
Kraj kształtem zbliżony do rombu, którego wschodni bok stanowi wybrzeże oceanu. Tanzania jest długa na 1150 km i szeroka na 1030 km.
Graniczy z następującymi państwami:
- Burundi – 451 km
- Demokratyczna Republika Konga – 459 km
- Kenia – 769 km
- Malawi – 475 km
- Mozambik – 756 km
- Ruanda – 217 km
- Uganda – 396 km
- Zambia – 338 km

Linia brzegowa liczy 1424 km długości.

## Budowa geologiczna i rzeźba

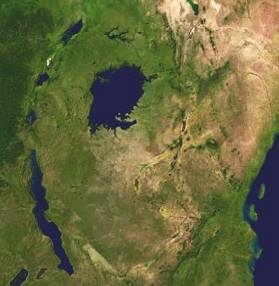
Mapa satelitarna Tanzanii i okolic

Większość powierzchni obejmuje Wyżyna Wschodnioafrykańska, której wysokość wynosi od 900 do 1500 m n.p.m. Ten geologiczny region ma postać płaskowyżu o nazwie Uniamwezi. Wyżyna ta jest rozcięta rowami tektonicznymi, należącymi do systemu Wielkich Rowów Afrykańskich. Środkową część Wyżyny Wschodnioafrykańskiej przecina z północy na południe Wieki Rów Wschodni, zwany Rowem Wschodnioafrykańskim. Wzdłuż zachodniej granicy kraju biegnie Wielki Rów Zachodni, zwany Rowem Środkowoafrykańskim.
Wzdłuż krawędzi Rowu Środkowoafrykańskiego ukształtował się system zrębowych pasm górskich o wysokościach przekraczających 2000 m n.p.m. Masywy te w większości są pochodzenia wulkanicznego. Wznoszą się tam Góry Livingstone’a i Poroto. Najwyższy szczyt tego regionu – Rungwe ma 2960 m n.p.m. Najwyższe góry Tanzanii leżą w jej północno-wschodniej części w rejonie Rowu Wschodnioafrykańskiego. Najwyższym masywem kraju i całego kontynentu jest Kilimandżaro, którego najwyższy wierzchołek – Kibo – mierzy 5895 m n.p.m., drugi co do wysokości – Mawenzi – mierzy 5150 m n.p.m., a trzeci – Shira ma 4300 m n.p.m. Poza tymi wierzchołkami w pobliżu masywu Kilimandżaro, wznosi się Meru, czynny wulkan o wysokości 4565 m n.p.m. Ostatni wybuch tego wulkanu miał miejsce w 1919 roku.

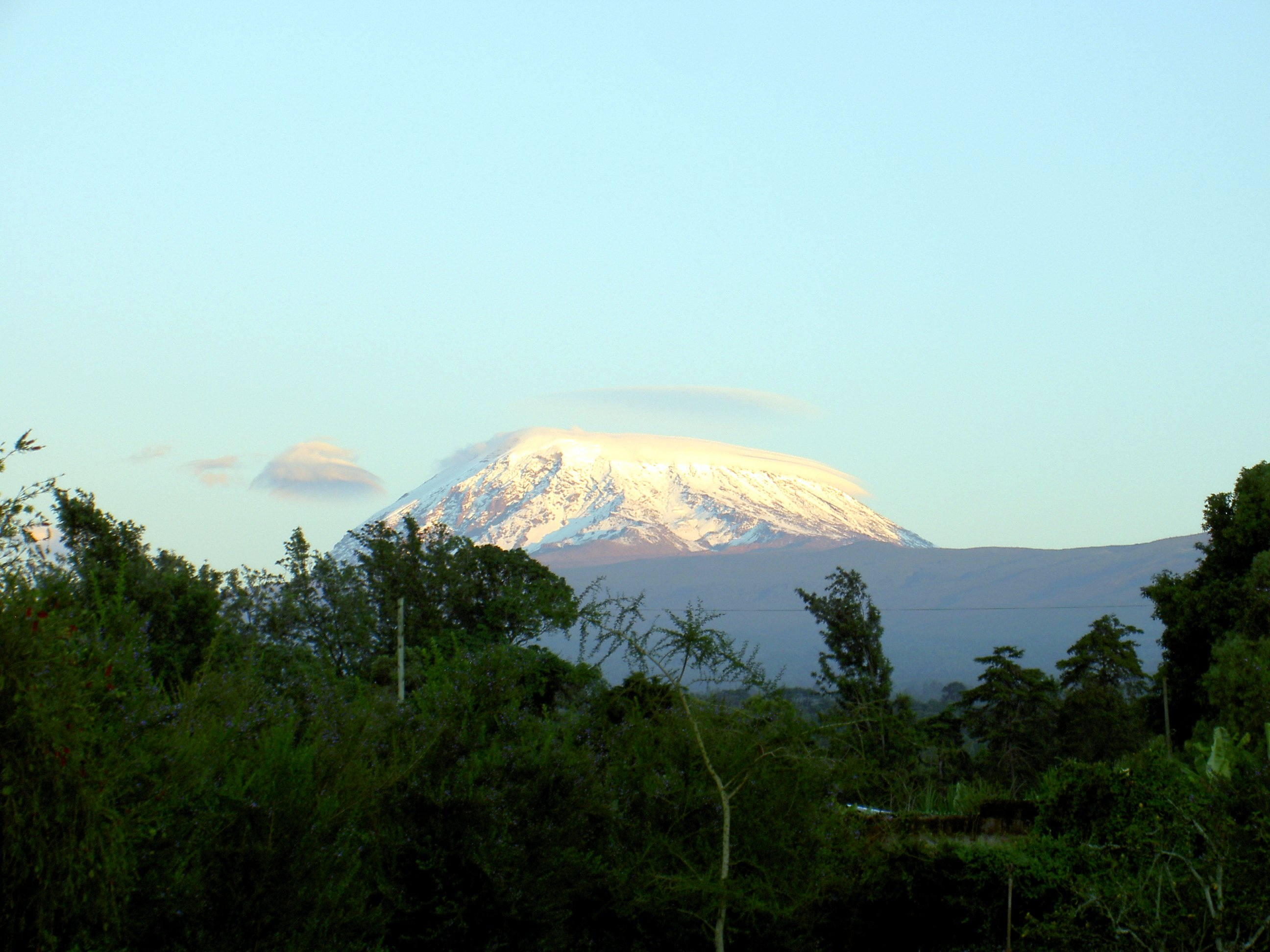
Kilimandżaro

Wnętrze Wyżyny Wschodnioafrykańskiej wypełniają rozległe równiny, m.in. Step Masajów, Step Wembere i Równina Serengeti. Równiny te na południu przechodzą w silnie zerodowane pasma górskie takie jak: Rubeho, Uluguru i Mbarika. Dalej na południe, we wschodniej części kraju, obszar Tanzanii zajmuje Wyżyna Mozambicka. Wyżyna ta leży na południe od doliny rzeki Rufidżi.
Wschodnia część kraju jest nizinna. Wyżyna Wschodnioafrykańska i znajdująca się na południu Wyżyna Mozambicka, przechodzą w nadbrzeżny pas nizin o szerokości od 80 do 100 km. Dłuższy pas obszarów nisko położonych stanowi dolina rzeki Rufiji, która ma długość około 200 km. Poza tymi terenami nizinnymi, na obszarze Tanzanii znajdują się najgłębsze kryptodepresje w Afryce. Jest nią dno jeziora Tanganika leżące na 358 m p.p.m.
Wyżyna Wschodnioafrykańska zbudowana jest z prekambryjskich skał krystalicznych, na które składają się gnejsy, granity i kwarcyty. Jej wnętrze uległo daleko idącej peneplenizacji. Rzeźba wyżyny jest monotonna, równinna i miejscami lekko falista. Góry mają charakter wyspowy lub są pojedynczymi ostańcami. Obszary leżące w sąsiedztwie rowów tektonicznych zostały ukształtowane w trzeciorzędzie przez czynniki endogeniczne. Góry Tanzanii mają charakter zrębowy i wulkaniczny. Zjawiska wulkaniczne, które formowały krajobraz rowów, trwają do dziś. Północny fragment Rowu Wschodnioafrykańskiego, wypełniony jest młodymi, bazaltowymi utworami wulkanicznymi. Obszary nizin we wschodniej części kraju zbudowane są z utworów trzeciorzędowych i czwartorzędowych.
U wybrzeży Tanzanii leżą wyspy: Zanzibar, Pemba i Mafia. Są to nizinne wyspy koralowe, zbudowane głównie z wapieni. Zanzibar o powierzchni 1700 km² jest największą z nich.

## Klimat
Klimat Tanzanii należy do strefy podrównikowej i generalnie ma on postać suchą. Jedynie wyższe partie gór, wybrzeże, przybrzeżne wyspy i okolice jezior posiadają bardziej wilgotną odmianę. W kraju występują pory – deszczowa i sucha, przy czym na południu kraju występuje jedna pora deszczowa od grudnia do maja; na północy zaś występują dwie pory deszczowe, jednak nie wszędzie. Trwają one od października do listopada i od kwietnia do maja.
Strefy opadów są rozłożone nierównomiernie. Wnętrze kraju otrzymuje średnio od 500 do 600 mm deszczu rocznie, a niektóre regiony na obszarze płaskowyżu zaledwie 400 mm. Wybrzeże, które jest wilgotniejsze ze względu na obecność oceanu, otrzymuje od 900 do 1400 mm rocznie. Na wyspach wartości opadowe dochodzą średnio do 1700 mm. Rejony wyższych partii gór są wilgotne, ilości opadów rocznych dochodzą do 2000 mm. Podobnie jest nad jeziorami, gdzie średnia roczna opadów przekracza 1000 mm. Wnętrze kraju często nawiedzają susze.
Tanzania należy do strefy klimatu podrównikowego. Roczna amplituda temperatur jest duża w porównaniu ze strefą równikową. Ogólna wartość termiczna, to temperatury rzędu 23–27 °C. Najchłodniej jest na obszarach wysoko położonych, np. szczyt Kilimandżaro przez cały rok jest pokryty śniegiem. Stosunkowo chłodno jest we wnętrzu Wyżyny Wschodnioafrykańskiej, gdzie w lipcu średnia dobowa, to zaledwie 16–18 °C. W styczniu zaś temperatury utrzymują się średnio na poziomie 22–24 °C. Najgoręcej jest w rejonie wybrzeża, gdzie temperatury wahają się od 24 do 28 °C, a na wyspie Zanzibar w najcieplejszym okresie roku wartości temperatur osiągają 30 °C.
W praktyce temperatury są wyższe. Tanzania zaliczana jest do obszarów o klimacie gorącym. We wnętrzu kraju w dzień występują upały, a w nocy temperatura spada do 15–18 °C. W ciągu całego roku przeważają wiatry wschodnie, a w górach występuje piętrowość klimatyczna. Granica wiecznego śniegu w górach zaczyna się na wysokości 4500 m n.p.m. Cechą charakterystyczną klimatu, są częste burze występujące we wnętrzu kraju.

## Wody

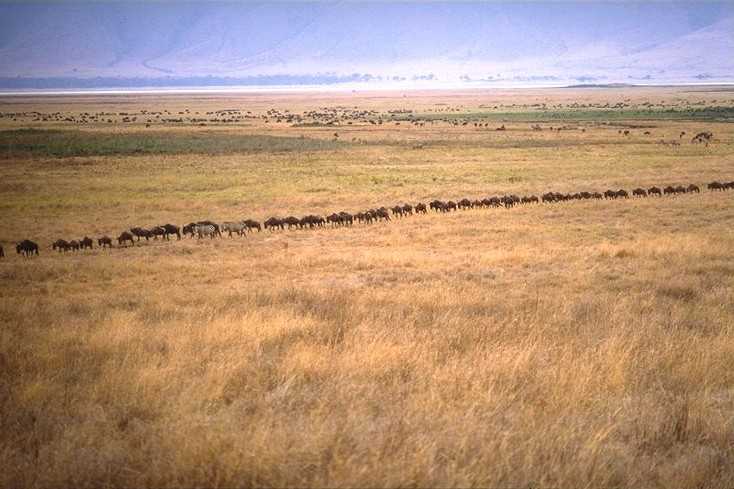
Antylopy gnu na płaskowyżu Wyżyny Wschodnioafrykańskiej

Przez wschodnią część Tanzanii przebiega dział wodny między zlewiskami Oceanu Atlantyckiego i Oceanu Indyjskiego. Na terytorium Tanzanii głównymi zbiorowiskami wodnymi są jeziora.
Jezioro Tanganika ma powierzchnię prawie 33 000 km² i do 1435 m głębokości. Jest drugim po Bajkale najgłębszym jeziorem świata. Tanganika wraz z dopływami Malagarasi i Ifume, odwadniane jest przez rzekę Lukugę do dorzecza Konga. Jezioro Wiktorii o powierzchni prawie 69 tysięcy km² i głębokości do 80 m jest podzielone pomiędzy terytoria Kenii, Tanzanii i Ugandy. Jezioro Wiktorii, zwane w Afryce Ukurewe jest największym jeziorem kontynentu. Zbiornik ten wraz z dopływami: Kagera, Grumeti i Mara, odwadniany jest przez Nil. Na obszarze Tanzanii występują także słone jeziora, takie jak Rukwa, Eyasi, Manyara i Natron. Jeziora te zbierają wody z centralnych części Wyżyny Wschodnioafrykańskiej i tworzą lokalne obszary bezodpływowe.
Wschodnia część kraju odwadniana jest do Oceanu Indyjskiego. Do jego zlewni należą m.in. Rufiji z dopływem Great Ruaha, oraz rzeki takie jak Wami, Pangani i Ruvuma. Rufiji uchodząc do oceanu tworzy rozległą deltę. Wody jeziora Niasa, które przylegają do granicy z Tanzanią, odprowadzane są do rzeki Zambezi.
Sieć rzeczna w rejonie nadbrzeżnym i jeziora Tanganika jest dość gęsta i ma charakter stałych rzek. Wnętrze kraju ma ubogą sieć rzeczną, w większości są to rzeki okresowe.
W masywie Kilimandżaro, na wysokości od 4800 do 5200 m n.p.m., występuje kilka niewielkich lodowców.

## Gleby
Większość gleb występujących w Tanzanii cechuje się dużą żyznością. Najżyźniejsze są czerwonoziemy – nitisole, które uformowały się na skałach wulkanicznych. Gleby te występują u podnóża Kilimandżaro i Meru. Nad jeziorem Wiktorii i na północ od Jeziora Niasa (Malawi), występują żyzne wertisole. Fluwisole, zwane madami, to kolejny pod względem poziomu żyzności typ gleb. Fluwisole występują w dolinie rzeki Rufiji, natomiast na wyspach Tanzanii można spotkać rędziny (także fluwisole).
Reszta kraju, czyli południowa i zachodnia część Wyżyny Wschodnioafrykańskiej jest pokryta mało żyznymi glebami ferralitowymi. Gleby te mają niewielki stopień przydatności rolniczej. Step Masajów jest pokryty czerwonobrązowymi kambisolami. Inne typy gleb, takie jak np. żółte gleby arkisole, które uformowały się na gnejsach, występują miejscami w rejonie jeziora Wiktorii.

## Flora

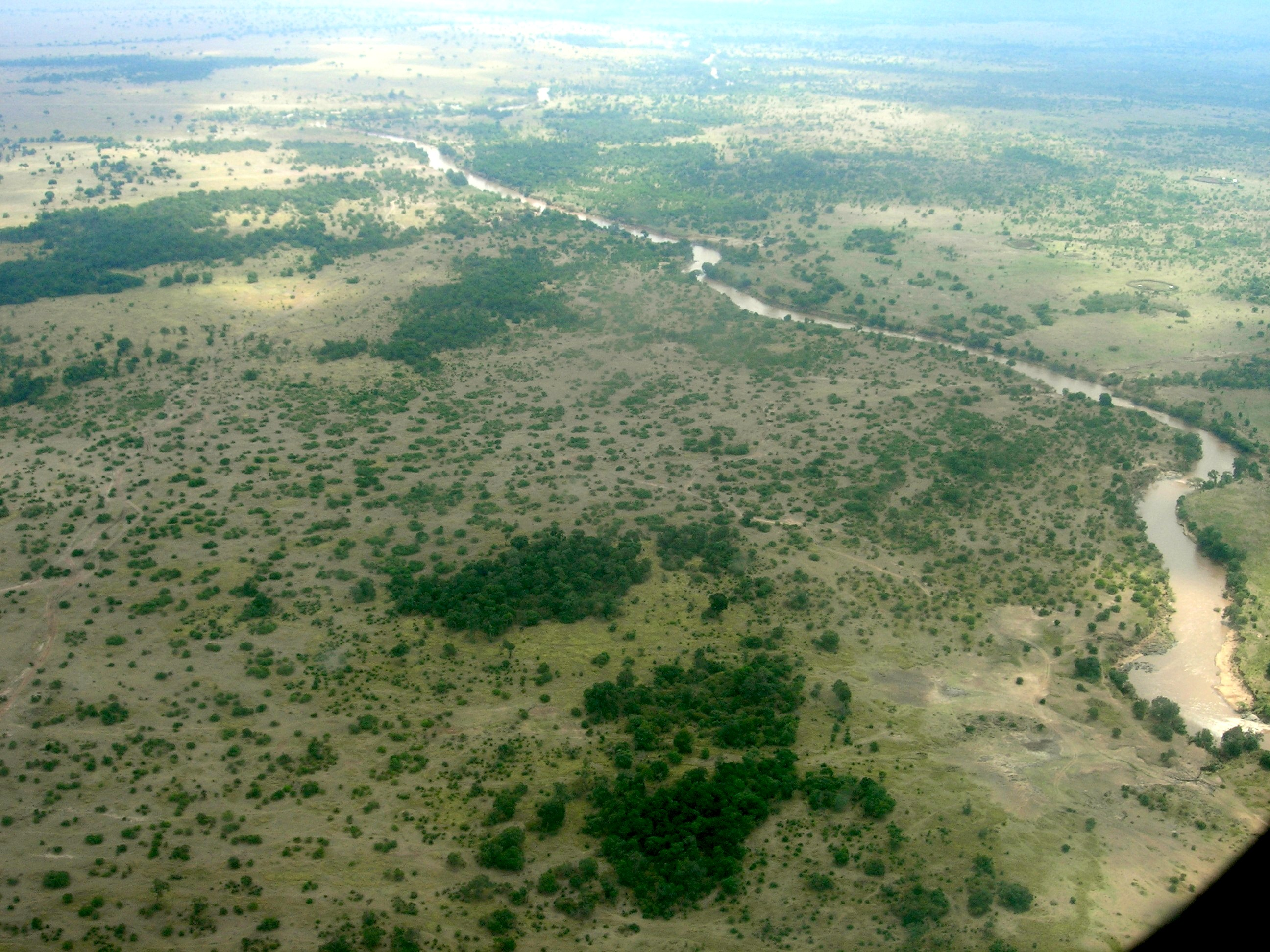
Rzeka Mara

Choć przeważającą formacją jest sawanna, która jest charakterystycznym elementem krajobrazu Tanzanii, to jednak szata roślinna jest zróżnicowana. Przyczyną jest rzeźba terenu i związany z nią klimat.
Wnętrze kraju, większa część Tanzanii – to sawanny, przeważnie suche i niskotrawiaste. Dominującą roślinnością są suche krzewy i rzadko rosnące akacje. Na wschodzie kraju, na obszarach nizin nadbrzeżnych w wielu miejscach występują bardziej wilgotne sawanny parkowe, z licznie rosnącymi baobabami. Zachodnia i południowa część kraju jest porośnięta widnymi lasami tropikalnymi tzw. miombo, których drzewa zrzucają liście w porze suchej.
Lasy tropikalne rosną miejscami nad brzegami Jeziora Wiktorii. Poza rejonem tego jeziora, skrawki lasów tropikalnych można spotkać w dolinach rzek, głównie w dolinie Rufiji, a także na stokach gór. Lasy namorzynowe rosną przeważnie w południowej części wybrzeża. Lasy tropikalne w górach rosną do wysokości prawie 3000 m n.p.m. Obszary górskie cechują się piętrowością klimatyczną. Obszary powyżej 3000 m n.p.m. są porośnięte roślinnością afroalpejską. W sumie lasy zajmują około 45% powierzchni Tanzanii.

## Fauna

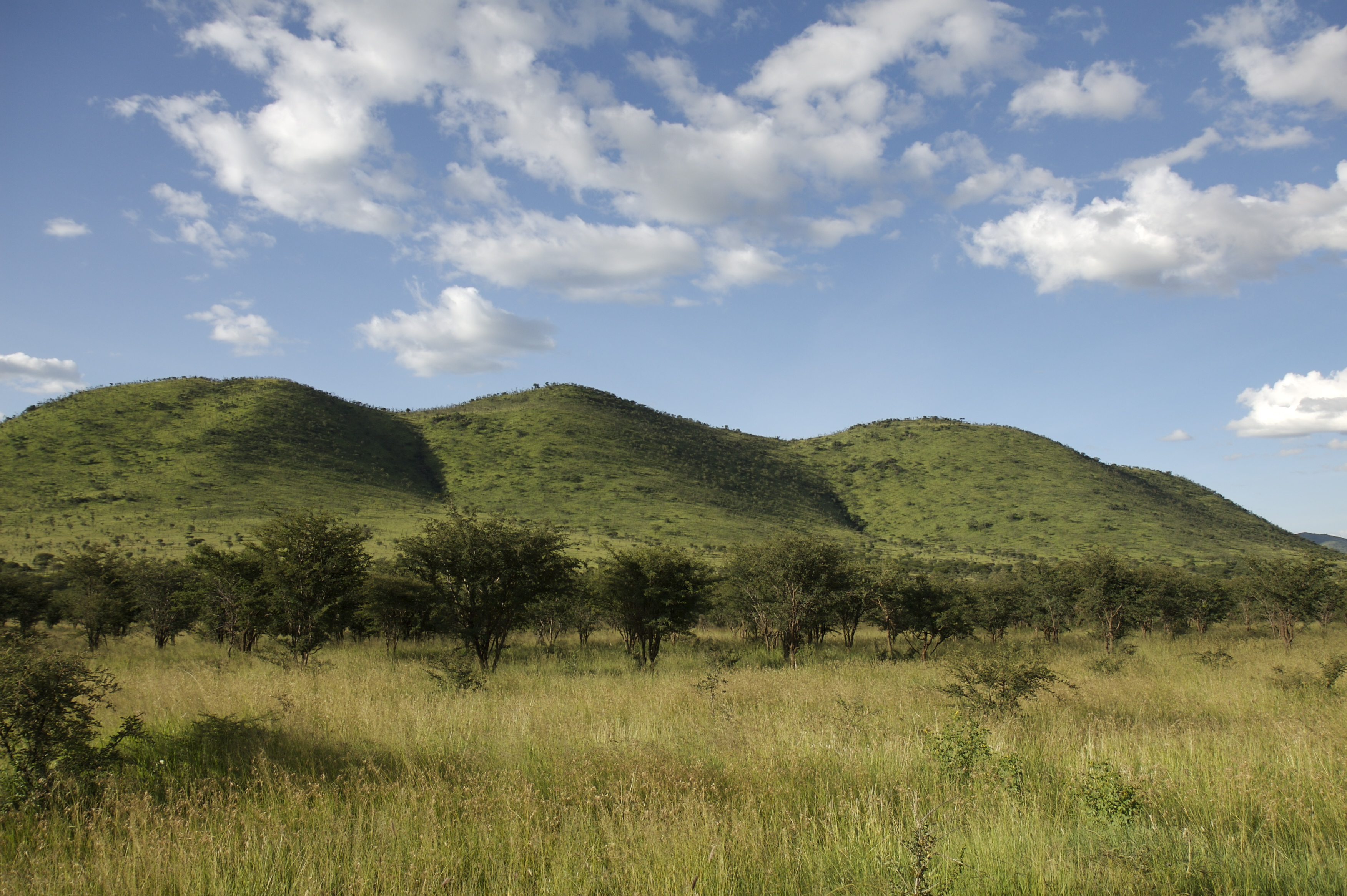
Park Narodowy Serengeti

Świat zwierząt Tanzanii jest wyjątkowy w skali światowej. Cechuje się on dużą różnorodnością gatunkową, pomimo że przez dziesiątki lat na terenie Tanzanii organizowane były polowania, znane na całym świecie jako safari. Istnienie wielu obszarów chronionych sprawia, że świat zwierząt nie daje po sobie znać, że przez długie lata urządzano tam polowania. Dziś wciąż zdarzają się przypadki kłusownictwa, na szczęście parki narodowe są obszarami dobrze chronionymi. Strażnicy mają prawo strzelać do osób uprawiających kłusownictwo.
Na sawannach żyje wiele gatunków zwierząt od gazeli, przez słonie, a na wielkich kotach skończywszy. Wśród drapieżników Tanzanii króluje lew, występują też gepardy, lamparty, a także hieny i szakale. Doliny rzek cechują takie gatunki jak krokodyle i hipopotamy. Występuje też wiele gatunków ptaków, jak strusie i flamingi, oraz wiele gatunków płazów, gadów i owadów.

## Ochrona przyrody

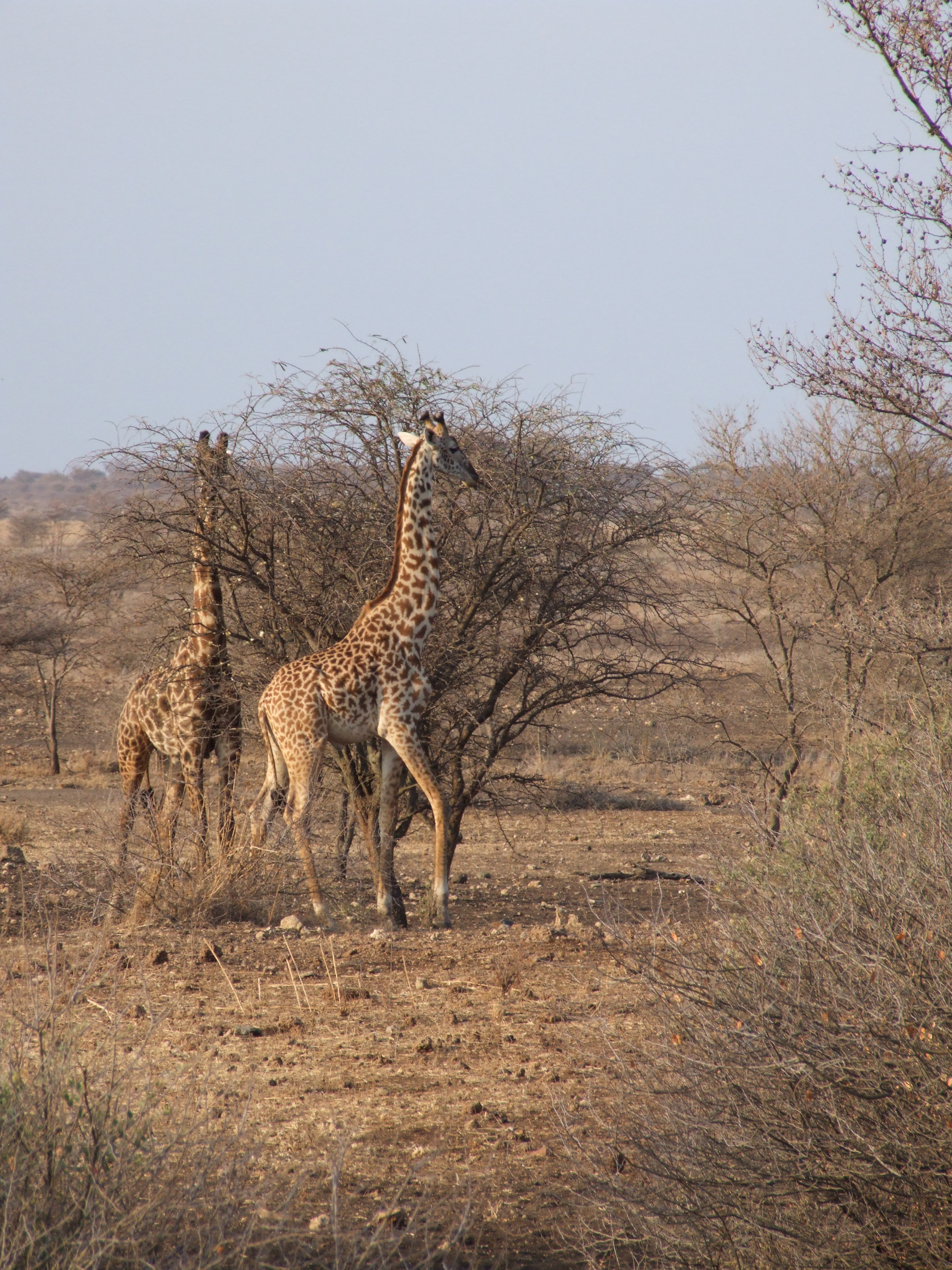
Żyrafy w Serengeti

System ochrony przyrody istniejący w Tanzanii pozwolił ochronić wiele gatunków od wytępienia. Niemal 14% powierzchni kraju jest chroniona. W Tanzanii znajduje się 28 parków narodowych, w tym dwa międzynarodowe rezerwaty biosfery.
Największym i najbardziej znanym jest wspomniany wcześniej Park Narodowy Serengeti o powierzchni 14,7 tysiąca km². Obszar ten obejmuje równinę Serengeti, na południowy wschód od jeziora Wiktorii. Park ten jest miejscem o największej koncentracji antylop gnu – około 15 milionów sztuk. Liczbę samych słoni szacuje się na około 5000 sztuk. Innym znanym obszarem chronionym jest Park Narodowy Kilimandżaro, obejmujący jak sama nazwa wskazuje masyw Kilimandżaro. Poza tymi dwoma wyżej wymienionymi obszarami chronionymi godny szczególnej uwagi jest również Gombe Stream nad jeziorem Tanganika przy granicy z Burundi gdzie znajduje się duża populacja szympansów.